# RS-422
RS-422 je standard sériové komunikace určující elektrické vlastnosti digitálních obvodů. Díky využití rozdílu potenciálů mezi vodiči (diferenciální signál) je možné přenášet data rychlostí až 10 milionů bitů za sekundu a délka kabelu může dosahovat až 1500 metrů. Systémy mohou být propojeny buď přímo přes RS-422, nebo za pomoci RS-422 převodníku připojeny k zařízení s RS-232 rozhraním. Standard RS-422 definuje pouze úrovně signálů, ostatní vlastnosti sériového rozhraní určují jiné standardy.

## Definice standardu
RS-422 je běžně používaná zkratka pro standard americké organizace ANSI – ANSI/TIA/EIA-422-B Electrical Characteristics of Balanced Voltage Differential Interface Circuits a jeho mezinárodního ekvivalentu ITU-T Recommendation T-REC-V.11, také známého jako X.27. Tyto technické standardy blíže určují elektrické vlastnosti obvodu s digitálním rozhraním a symetrickým napětím. RS-422 zajišťuje přenos dat pomocí jednosměrného diferenciálního přenosu s terminovanými nebo neterminovanými dvoubodovými spoji. Na rozdíl od EIA-485 (která využívá vícebodové spoje), EIA-422/V.11 neumožňuje funkci více vysílačů zároveň, pouze zapojení více přijímačů.
Revize B byla publikována v květnu 1994 a obnovena asociací TIA (Telecommunications Industry Association) v roce 2005.

## Vlastnosti
Rozhraní RS-422 má několik klíčových výhod, mezi které patří diferenciální přijímač a vysílač, dále pak datová propustnost až 10 MBd (megabaud) při délce kabelu 12 metrů. Samotná specifikace neurčuje horní hranici datové propustnosti, pouze udává, jak rychlost přenosu signálu klesá s délkou kabelu. Maximální rychlost je však 10 Mbit/s.
EIA-422 udává pouze elektrické charakteristiky pro jeden symetrický signál, rozmístění pinů a protokoly jsou definovány v jiných specifikacích. Mechanická připojení k tomuto rozhraní jsou specifikována v EIA-530 (konektor DB-25) a EIA-449 (konektor DC-37), ale existují i zařízení, která mají 4 pinovou šroubovací svorkovnici (pouze vysílací a přijímací pár vodičů). Maximální délka kabelu je 1500 metrů. Maximální datová propustnost je 10 Mbit/s na 12 metrů, resp. 100 kbit/s na 1200 m. Pomocí EIA-422 nelze implementovat sítě s vícebodovými spoji, tak jako s EIA-485, avšak k jednomu vysílači může být připojeno až deset přijímačů.
Nejčastěji se EIA-422 používá pro prodloužení dosahu linky RS-232. Systémy pro automatizaci vysílání a postprodukční zařízení používají RS-422A ke vzdálenému ovládání přehrávačů a rekordérů umístěných v přístrojových místnostech.
Na platformě Macintosh se rovněž hojně používala varianta RS-422 kompatibilní s RS-232, využívající konektor mini-DIN-8, dokud ji v roce 1998 na iMacu nenahradilo rozhraní USB.
EIA-422 může spolupracovat s rozhraními navrženými pro standard MIL-STD-188-114B, avšak tato rozhraní nejsou identická. EIA-422 sice používá jmenovité napětí od 0V do +5V, zatímco MIL-STD-188-114B používá symetrický signál okolo 0V, avšak tolerance různých úrovní napětí umožňuje oběma zařízením spolupracovat. Je však třeba použít zakončovací odpor (terminátor).
Podobnou specifikací je EIA-423, avšak pro nesymetrické spojení (RS-423).
U RS-422 se nejčastěji používá kabel sestávající ze dvou párů kroucené dvojlinky, z nichž každý je stíněný, a z nulového vodiče. Přestože se dvoupárový kabel často používá v praxi, standard RS-422 definuje pouze jeden pár a nepřiřazuje mu žádnou funkci. Jakákoliv hotová instalace kabelů (např. s konektory) by měla být označena specifikací, definující významy signálů a mechanické dispozice konektoru, jako třeba RS-449.